# As Days Get Dark
As Days Get Dark — седьмой студийный альбом шотландского инди-рок дуэта Arab Strap.

## Об альбоме
Анонс альбома состоялся в конце ноября 2020 года, пластинка стала стал первым за 16 лет полноформатным релизом группы.

## Отзывы критиков
Альбом получил в основном положительные отзывы. В своём обзоре журналом New Musical Express он был назван лучшим, за всю историю группы.
| Совокупная оценка | Совокупная оценка |
| Источник          | Оценка            |
| ----------------- | ----------------- |
| Metacritic        | (85/100)          |
| Оценки критиков   |                   |
| Источник          | Оценка            |
| Clash             | [ 5 ]             |
| DIY               | [ 6 ]             |
| Exclaim!          | (положительная)   |
| MusicOMH          | [ 8 ]             |
| NME               | (положительная)   |
| Record Collector  | [ 9 ]             |
| The Skinny        | [ 10 ]            |
| Under the Radar   | [ 11 ]            |

## Список композиций
| №                   | Название                   | Длительность |
| ------------------- | -------------------------- | ------------ |
| 1.                  | «The Turning of Our Bones» | 5:03         |
| 2.                  | «Another Clockwork Day»    | 3:29         |
| 3.                  | «Compersion, Pt. 1»        | 3:36         |
| 4.                  | «Bluebird»                 | 2:52         |
| 5.                  | «Kebabylon»                | 5:15         |
| 6.                  | «Tears on Tour»            | 4:29         |
| 7.                  | «Here Comes Comus!»        | 4:13         |
| 8.                  | «Fable of the Urban Fox»   | 4:55         |
| 9.                  | «I Was Once a Weak Man»    | 3:27         |
| 10.                 | «Sleeper»                  | 6:24         |
| 11.                 | «Just Enough»              | 3:33         |
| Общая длительность: | Общая длительность:        | 47:16        |

## Участники записи
- Малколм Миддлтон[англ.]
- Эйдан Моффат[англ.]